# Diên Biên
Châu tự trị dân tộc Triều Tiên Diên Biên (chữ Hán giản thể: 延边朝鲜族自治州, chữ Hán phồn thể: 延邊朝鮮族自治州, bính âm: Yánbiān cháoxiǎn zú zìzhìzhōu, tiếng Hàn Quốc: 연변 조선족 자치주; hangul: Yeon Byeon Joseonjok jachiju) là một châu tự trị thuộc tỉnh Cát Lâm, nước Cộng hòa Nhân dân Trung Hoa. Châu tự trị này có diện tích 42.700 km2, dân số 2,2 triệu người.
Dưới núi Trường Bạch  có 80% là dân tộc Triều Tiên, người ở đây nhiệt tình hiếu khách, văn minh và lễ phép, giỏi nghề ca múc, các trò chơi đặc sắc ở đây có Vật, Ván bập bênh, Chơi đu, Kéo co, Thả bè, Múa trống dài, Múa mặt nạ, Múa vui được mùa v v.

## Các đơn vị hành chính
Châu tự trị này được chia thành các đơn vị cấp huyện sau:
- Thành phố cấp huyện: Diên Cát (延吉市), Đồ Môn (图们市), Đôn Hoá (敦化市), Long Tỉnh (龙井市), Hồn Xuân (珲春市), Hòa Long (和龙市)
- Huyện: An Đồ (安图县), Uông Thanh (汪清县)